# Laurel Lance
Dinah Laurel Lance es un personaje ficticio de la serie de televisión estadounidense Arrow, basada en las historietas de Flecha Verde y transmitida por The CW. Es interpretada por la actriz Katie Cassidy en las series del Arrowverso, Arrow, The Flash, DC's Legends of Tomorrow y Vixen. El personaje está basado en Dinah Laurel Lance, la segunda Canario Negro de DC Comics.
Cassidy interpretó tres versiones del personaje: Dinah Laurel Lance/Black Canary proveniente de Tierra 1, Dinah Laurel Lance/Black Siren de Tierra 2 y a Laurel Lance/Siren-X de Tierra X.

## Apariciones
Series de televisión
| Año       | Serie                    | Temporada   | Notas        |
| --------- | ------------------------ | ----------- | ------------ |
| 2012-2013 | Arrow                    | Temporada 1 | Protagonista |
| 2013-2014 | Arrow                    | Temporada 2 | Protagonista |
| 2014-2015 | Arrow                    | Temporada 3 | Protagonista |
| 2015      | The Flash                | Temporada 1 | Invitada     |
| 2015-2016 | Arrow                    | Temporada 4 | Protagonista |
| 2016      | DC's Legends of Tomorrow | Temporada 1 | Invitada     |
| 2016      | Supergirl                | Temporada 1 | Mencionada   |
| 2016      | The Flash                | Temporada 2 | Invitada     |
| 2016      | The Flash                | Temporada 3 | Mencionada   |
| 2016-2017 | Arrow                    | Temporada 5 | Recurrente   |
| 2017      | DC's Legends of Tomorrow | Temporada 2 | Invitada     |
| 2017      | Supergirl                | Temporada 3 | Mencionada   |
| 2017-2018 | Arrow                    | Temporada 6 | Protagonista |
| 2017-2018 | DC's Legends of Tomorrow | Temporada 3 | Mencionada   |
| 2018      | The Flash                | Temporada 4 | Invitada     |
| 2018-2019 | Arrow                    | Temporada 7 | Protagonista |
| 2019-2020 | Arrow                    | Temporada 8 | Protagonista |
| 2019      | Batwoman                 | Temporada 1 | Mencionada   |
| 2020      | DC's Legends of Tomorrow | Temporada 5 | Mencionada   |
| 2021      | The Flash                | Temporada 7 | Mencionada   |
| 2021      | DC's Legends of Tomorrow | Temporada 6 | Mencionada   |

Series Web
| Año  | Serie                   | Temporada   | Notas        |
| ---- | ----------------------- | ----------- | ------------ |
| 2015 | The Chronicles of Cisco | Post 9      | Mencionada   |
| 2015 | Superhero Figh Club     | Corto       | Protagonista |
| 2016 | The Chronicles of Cisco | Post 40     | Flashback    |
| 2016 | Vixen                   | Temporada 2 | Recurrente   |
| 2018 | The Chronicles of Cisco | Post 79     | Mencionada   |

Cómics
| Año       | Título            | Edición               | Notas      |
| --------- | ----------------- | --------------------- | ---------- |
| 2012-2013 | Arrow             | 1, 14, 18, 26, 35, 36 | Recurrente |
| 2014      | Arrow: Season 2.5 | 2, 5, 8               | Recurrente |

## Historia
Laurel Lance fue una abogada que solía trabajar para el CNRI. Era hija de Dinah y Quentin Lance y hermana mayor de Sara. Ella tuvo relaciones sentimentales con Oliver Queen y también con Tommy Merlyn.
Cuando Oliver se fue con su padre de viaje en el yate y este desapareció, ella se quedó destrozada. Sin embargo, esta no fue la única mala noticia: la madre de Oliver, Moira, tuvo que acudir al hogar de los Lance para informarles que Sara también estaba en el yate, hecho que causó la separación de sus padres. Laurel estuvo bastante mal, ya que sentía tristeza por la pérdida de su hermana pero también enfado por la traición. No obstante, siguió adelante con su vida, graduándose en derecho y empezando a trabajar para el CNRI.
Cuando el justiciero conocido como Flecha empezó a actuar en Ciudad Starling, Laurel fue una de las personas con quien contactó y le ayudó ocasionalmente en algunos casos. No obstante, tras el terremoto de los Glades, Laurel comenzó a ver al justiciero como a un criminal y se dedicó a intentar atraparlo durante un tiempo. Ella descubrió que su hermana Sara era la justiciera conocida como Canary, pero acabó acostumbrándose y lo aceptó. También descubrió que Flecha era en realidad Oliver y se convirtió en un apoyo para él y para su equipo.
Tras la repentina muerte de Sara, Laurel decidió tomar su lugar como justiciera, siendo entrenada por Ted Grant y Nyssa al Ghul y utilizando el equipamiento de Sara. Laurel se unió al equipo de Oliver haciéndose llamar Black Canary.
Laurel fue apuñalada mortalmente por Damien Darhk durante su escape de la prisión y falleció en el hospital rodeada por el equipo momentos antes de que su padre llegase. En su funeral, Oliver se encarga de revelar que Laurel fue Black Canary, para que conserve su reputación como una heroína de Ciudad Star.

### Arrow
En la primera temporada, durante cinco años creyó que Oliver (Stephen Amell) estaba muerto por lo que mantenía encuentros casuales con Tommy Merlyn (Colin Donnell). Cuando Oliver regresa, ella logra perdonarlo por la muerte su hermana Sara y comienza una relación seria con Tommy. En su trabajo, Laurel se dedica a defender a gente sin recursos y le gusta enfrentar a retos difíciles. De vez en cuando, se encuentra con el Vigilante para que la ayude a resolver casos, hasta que su padre la usa como carnada para atraparlo, razón por la cual ella se distancia de él, también se convierte en la guardiana de Thea (Willa Holland), después de hacer un trato para evitar que la chica vaya a la cárcel por conducir bajo el efecto de las drogas. Cuando Dinah (Alex Kingston) regresa a la ciudad con la idea de que Sara pueda estar viva, ella hace lo posible para que tanto Dinah como Quentin (Paul Blackthorne) acepten la realidad. Cuando Tommy termina con ella, acude a Oliver para que la ayude a explicarle a Tommy que entre ellos no hay nada, sin embargo, Oliver le confiesa que sigue enamorado de ella y eso la confunde. Poco después ella y Oliver vuelven a estar juntos, sin embargo, Tommy acude en su auxilio cuando el terremoto en los Glades ocurre. Tommy muere salvando a Laurel cuando el CNRI es destruido junto con gran parte de los Glades.
En la segunda temporada, tras la destrucción de CNRI en el terremoto de los Glades, Laurel consigue un trabajo en la fiscalía y emprende una cruzada para capturar a Arrow, a quien culpa de la muerte de Tommy. Después de ser secuestrada por Barton Mathis (Michael Eklund) y salvada por el vigilante, Laurel comienza a culparse por la muerte de Tommy y empieza a alcoholizarse, llegando hasta el punto de robar las medicinas controladas que le fueron recetadas a su padre. También descubre que Sebastian (Kevin Alejandro) no es el hombre que dice ser y pide la ayuda de Arrow para desenmascararlo, pero termina siendo arrestada por posesión de medicamentos controlados y pierde su trabajo en la fiscalía. Cuando descubre que Sara (Caity Lotz) está viva no lo toma muy bien al principio pero poco después se reconcilian. Quentin logra convencerla de asistir a Alcohólicos Anónimos y se vale de un chantaje para recuperar su trabajo. Slade Wilson (Manu Bennett) le revela que Oliver es el vigilante y ella más tarde deduce que su hermana Sara es Canary. Laurel trabaja en conjunto con Oliver para intentar detener a Slade, pero es secuestrada por él para más tarde ser liberada por Oliver.
En la tercera temporada, Laurel trabaja para procesar a los criminales que Oliver atrapa. Sara regresa a Starling City y muere frente a Laurel, lo que la lleva a intentar reemplazarla como el Canario. Oliver se niega a entrenarla, por lo que Laurel busca ayuda de un exboxeador y vigilante Ted Grant (Wildcat). Laurel no le cuenta a Quentin sobre la muerte de Sara hasta una experiencia cercana a la muerte. Ella usa la chaqueta de Canario de Sara y eventualmente se convierte en "Black Canary", haciendo equipo con Roy Harper (Colton Haynes). Ella se entera de que Malcolm Merlyn (John Barrowman) es el responsable directo del asesinato de Sara e intenta vengar las muertes de Sara y Tommy. Nyssa (Katrina Law) la salva de Malcolm y fomenta su entrenamiento. Laurel se convierte gradualmente en una hábil combatiente, utilizando un collar ultrasonico con componentes de las armas de Sara y Hartley Rathaway, mejorando las tácticas de Laurel con armamento sónico. Este collar, apodado el "Canary Cry", se convierte en su principal arma utilizada para desorientar a los enemigos con un grito abrumador. Después de la derrota de Ra's al Ghul y el retiro de Oliver, Laurel permanece en el Team Arrow defendiendo Starling City junto a Thea y John Diggle (David Ramsey).
En la cuarta temporada, Laurel y Thea se dan cuenta de que están en desventaja contra H.I.V.E. y traen a Oliver de vuelta al equipo. Laurel espera revivir a Sara de la misma manera en que Thea resucitó; con la ayuda de Oliver y John Constantine (Matt Ryan), Laurel recupera el alma de Sara del más allá. Laurel descubre que Damien Darhk (Neal McDonough) está extorsionando a su padre para que trabaje con H.I.V.E. Laurel se frustra aún más con Oliver cuando se entera de que la engañó, lo que provocó que tuviera un hijo llamado William (Jack Moore), pero no tiene ningún resentimiento hacia la madre de William, Samantha (Anna Hopkins). Durante el intento de escape de Darhk de la prisión, Laurel es apuñalada por Damien con una flecha como venganza por la traición de su padre. Más tarde muere en el hospital después de hacer que Oliver mantenga la promesa de no dejarla ser la última canario, y confesar que todavía lo ama. Evelyn Sharp (Madison McLaughlin) comienza a hacerse pasar por Black Canary; sus acciones marcan a Black Canary como una criminal. En el funeral de Laurel, Oliver se encarga de revelar que ella fue Black Canary, para que conserve su reputación como una heroína de Star City. Oliver finalmente se venga de la muerte de Laurel, asesinando a Damien Darhk. 
En la quinta temporada, cuando Oliver, John, Thea, Sara y Ray (Brandon Routh) son secuestrados por los Dominators, viajan a un universo ficticio en donde Laurel está viva; ver a Laurel les permite a Oliver y Sara seguir con su vida. En el final de mitad de temporada, Oliver descubre Laurel aparentemente viva y bien, pero Felicity (Emily Bett Rickards) descubre que en realidad es la contraparte de Laurel de Tierra 2 "Black Siren" (Cassidy). El encuentro con Laurel de Tierra 2 también motiva a Oliver a cumplir la promesa de Laurel de Tierra 1 y encuentra a Dinah Drake (Juliana Harkavy) quien finalmente toma el manto de Black Canary.
En la sexta temporada, Black Siren sale a la luz y empieza a hacerse pasar por Laurel de Tierra 1. Cuando Oliver es drogado con Vértigo, él comienza a tener alucinaciones, en donde Laurel aparece en la mansión Queen y en el hospital, culpándolo por dejarla ser Black Canary y por su muerte.
En la séptima temporada, después de que Oliver revela ser Green Arrow, una periodista realiza un documental dedicado al héroe de Star City, en donde todos los miembros del Team Arrow aparecen en diversos videos, incluida Laurel en sus misiones como Black Canary un año antes de morir.
En la octava temporada, Cuando Barry lleva a todos los Paragons a la Fuerza de Velocidad, Sara despierta confundida en un recuerdo en dónde ella está muerta tras los sucesos ocurridos en la tercera temporada, hasta que Barry aparece para llevársela, dejando a Laurel y a Diggle confundidos. Tras el sacrificio de Oliver en la Crisis, un nuevo universo llamado Tierra-Prima es creado, en donde muchos seres queridos de Oliver nunca murieron, con excepción de Laurel, quien se casó con Tommy Merlyn hasta que finalmente murió.

### The Flash
En la primera temporada, cuando Joe West (Jesse L. Martin) y Cisco Ramon (Carlos Valdés) viajan a Starling City en búsqueda de respuestas sobre Harrison Wells (Tom Cavanagh), Laurel aprovecha la oportunidad para revelarle a Cisco su identidad, la de Flash y la de Arrow, pidiéndole mejorar el dispositivo sónico de Sara. Cisco le fabrica el "Canary Cry", el cual se adapta con las cuerdas vocales de Laurel y produce un grito sónico.
En la segunda temporada, aunque Laurel no vuelve a aparecer en la serie, es mencionada por Thea cuando le dice al resto del equipo que ella está visitando a su madre en Central City. Meses más tarde, con la aparición de Black Siren en la ciudad hizo que el equipo Flash quede impactado, en especial Barry, Caitlin y Cisco quienes quedaron perplejos al saber que se trataba nada más y nada menos que su fallecida amiga Laurel Lance de un universo paralelo. 
En la tercera temporada, cuando Barry (Grant Gustin) le cuenta al equipo Flash, equipo Arrow y al equipo Legends que creó Flashpoint al regresar al pasado y salvar a su madre de la muerte, Sara lo regaña poniendo como ejemplo la muerte inevitable de Laurel.
En la cuarta temporada, cuando Barry e Iris (Candice Patton) deciden asistir a terapia de pareja, Iris le menciona a la terapeuta las muertes de las personas que amaban, entre ellas Laurel. Mientras exploraban Tierra X, Sara le cuenta a Alex Danvers (Chyler Leigh) sobre la muerte de su hermana. Meses después, tras la aparición del doble de Laurel de Tierra X, Siren-X, Cisco le cuenta a Leo Snart (Wentworth Miller) acerca de su muerte. 

### Legends of Tomorrow
En la primera temporada, cuando Sara es reclutada por Rip Hunter (Arthur Darvill) para viajar en el tiempo y proteger la historia, Laurel la alienta para sumarse al Team Legends y la bautiza como White Canary, otorgándole un traje fabricado por Cisco. Meses después, Sara regresa a Star City en 2016, en donde Quentin le revela que Damien Darhk asesinó a Laurel, esto hace que Sara intente convencer a Rip para salvar a su hermana. Rip le hace saber a Sara que el destino final de Laurel es siendo asesinada por Darhk. Finalmente, Sara visita la tumba de su hermana y le dice a su padre que seguirá en el Team Legends por ella.
En la segunda temporada, Laurel se manifiesta en la conciencia de Sara, al principio tratando de que use la Lanza del Destino para revivirla, pero luego la alienta a hacer lo correcto y a superar su muerte, asegurandole que siempre estaría para ella.
En la tercera temporada, Aunque no aparece en esta temporada, es mencionada reiteradas veces por su hermana Sara, contandoles a Zari (Tala Ashe) y a Ava (Jes Macallan). A pesar del pasar de los años, Sara se sigue mostrando molesta con Damien Darhk por asesinar a su hermana, pero siempre logra contenerse para evitar crear una aberración.

### Supergirl
En la primera temporada, cuando Barry accidentalmente viaja a Tierra 38 y conoce a la superheroína de National City Kara Danvers/Supergirl (Melissa Benoist), él le pregunta si conoce a Black Canary, pero Kara lo niega.

### Vixen
En la segunda temporada, al percatarse de que no podía derrotar sola a Eshu, Mari Jiwe McCabe/Vixen (Megalyn Echikunwoke) le pide ayuda a Laurel, Ray Palmer y a Kuasa para acabar con Eshu de una vez por todas. Tras derrotarlo, una nueva amenaza hace que Vixen, Green Arrow, Flash, Black Canary y Atom unan sus fuerzas.

### Superhero Fight Club
Black Canary se suma a Arrow, The Flash, Arsenal y Firestorm (Robbie Amell) para derrotar a los villanos Dark Archer, Ra's al Ghul (Matthew Nable), Captain Cold, Heat Wave (Dominic Purcell) y Reverse Flash.

## Laurel Lance (Tierra-2)
Dinah Laurel Lance es una metahumana de Tierra 2, más conocida como Black Siren. Es la hija de Quentin Lance y novia de Oliver Queen. Luego de haber estado en contacto con la materia oscura largada por el acelerador de partículas de S.T.A.R Labs, Laurel obtuvo la habilidad de tener un grito sónico de alta frecuencia, al igual que su contraparte de Tierra 1, sólo que el de Black Siren es su propio grito natural.

### Historia
Cuando ella tenía 13, perdió a su padre. Laurel salía con Oliver Queen en Tierra-2, hasta que Oliver muere en el naufragio del Queen's Gambit(Gambito de los queen). Aún dolida por la muerte de Oliver, Laurel decidió comenzar una nueva vida en Central City.
Alrededor de 2013 Laurel fue una de los muchos afectados por el acelerador de partículas de Harrison Wells, y obtuvo el poder para emitir gritos sónicos suficientemente potentes como para matar a la gente en cuestión de segundos y desmontar edificios. Después de esto, se convirtió en una criminal llamada "Black Siren".
A diferencia de su doble de Tierra-1, que era compasiva y amorosa, Laurel de Tierra-2 muestra varios rasgos crueles y sádicos con sus poderes. Además es inteligente, observadora y soberbia hasta el punto de ser demasiado confiada. El propio Zoom la alaba en sus habilidades y parece poseer un cierto nivel de respeto por ella dada en la forma en que está dispuesto a conversar con ella sin su máscara y como prueba de su estatus como uno de sus principales lugartenientes.

#### The Flash
En la segunda temporada, como parte de su plan para conquistar Tierra-1, Zoom (Teddy Sears) suelta un ejército de metahumanos de Tierra-2 que incluyen a Black Siren. Laurel ataca Mercury Labs, pero Flash es capaz de salvar a todos dentro. Ella atrae a Flash a las calles, quien se sorprende al enterarse de que se trataba nada más y nada menos que el doble de Laurel Lance. Laurel utiliza su grito sónico para debilitar a Flash y luego lo ataca físicamente, pero antes de que lo pueda matar, Wally West (Keiynan Lonsdale) la atropella y ayuda a Flash a escapar.
Laurel más tarde se reúne con Zoom y ella le cuestiona por qué ella estaba atacando edificios al azar. Él le explica que necesita a Flash distraído para que no vea su verdadero plan. Cuando Laurel le pregunta cuál era su plan, Zoom simplemente responde "no es bueno". Laurel va a demoler otro edificio, pero se encuentra con "Reverb" y "Killer Frost" (Danielle Panabaker), para confundir a Laurel, ya que los creía muertos. "Reverb" y "Killer Frost" le proponen derrocar Zoom y armar un equipo juntos. Laurel parece considerar la oferta, pero se muestra escéptica y le arroja un ladrillo a "Reverb". Cuando él agarra el ladrillo con la mano derecha, Laurel se da cuenta de que "Reverb" y "Killer Frost" eran en realidad los dobles de Tierra-1, Cisco Ramon y Caitlin Snow. Laurel trata de matarlos, pero Vibe la golpea con una explosión sónica, que se activa de forma inconsciente y fue incapaz de hacerlo de nuevo. Laurel trata de matarlos de nuevo, pero estaba desorientada y noqueada por un dispositivo que Harrison Wells crea para dejar a todos los metahumanos de Tierra-2 inconscientes. 
Después de caer inconsciente, el Team Flash encierra a Laurel en S.T.A.R. Labs, en donde intenta salir, aunque sus gritos sónicos fueron inútiles. Caitlin considera en decirle a Sara y a Quentin, la hermana y el padre de Laurel de Tierra 1, pero Barry niega la idea, diciendo que no quería arruinar la memoria de Laurel que conocían y amaban.
En la cuarta temporada, dos años después de que Black Siren viaje a Tierra 1, una nueva versión de ella de Tierra X viaja a Central City. Cuando Snart le cuenta al equipo Flash la historia de Siren-X, Iris acota que tiene los mismos poderes que Black Siren.

#### Arrow
En la quinta temporada, en diciembre de 2016, Black Siren se escapa de la Tubería de S.T.A.R Labs con la ayuda de Adrian Chase / Prometheus (Josh Segarra) sin activar las alarmas, y la obliga a trabajar para él, amenazando con matarla si ella no cumplía sus órdenes. De mala forma, ella se pone de acuerdo y deja la instalación sin que el Equipo Flash se enterara. Prometheus la envía a la Star City para infiltrarse Equipo Arrow y hacerse pasar por su dopplegänger de Tierra-1 para afectar emocionalmente a Oliver Queen. Laurel de alguna manera sabe que Sara se encuentra viajando en el tiempo en la Waverider. También aprende información vital sobre Laurel y Oliver de Tierra-1 incluyendo su relación, y el asunto de Oliver con Sara, así como el alcoholismo de Quentin. Cuando Felicity y Rory (Joe Dinicol) se enteran de que es Black Siren, ella los ataca y escapa. Después se comunica con Oliver y se reúnen en la estatua de Black Canary, en donde es acorralada por Rene Ramirez (Rick Gonzalez) y Curtis Holt (Echo Kellum), y acaba siendo capturada en la Arrowcueva. Laurel le cuenta parte de su pasado a Oliver y le revela que él está muerto en Tierra-2. Tras un corte de luz en el bunker, Laurel logra escapar de su celda y vuelve a atacar al equipo, pero Curtis y Felicity desactivan su grito sónico y la encierran en A.R.G.U.S. 
Tiempo después, Black Siren vuelve a ser liberada por Adrian Chase y junto a Evelyn Sharp y Talia al Ghul (Lexa Doig) secuestra a Dinah, Rene y a Curtis. Ella se hace pasar por Laurel de Tierra 1 y secuestra a Quentin y a Thea, llevándolos a Lian Yu. Una vez en la isla, Laurel actúa como mano derecha de Chase y vigila a los prisioneros. Ella le dice a Diggle que le debe lealtad a Chase por liberarla, mientras que a Oliver no le debe nada. Cuando el equipo Arrow escapa, Chase, Laurel y los demás pelean contra ellos, desatando una feroz batalla entre Dinah y ella, que termina cuando se enfrentan con sus gritos sónicos. Black Siren derrota a Dinah pero es noqueada por Quentin. Lian Yu acaba explotando con Laurel y los demás en ella.
En la sexta temporada, Black Siren sobrevive a la explosión de Lian Yu, escapa de la isla y comienza a trabajar con Cayden James (Michael Emerson). Ella revela que estaba enamorada de Oliver Queen de Tierra-2 cuando murió y que también perdió a su padre en su decimotercer cumpleaños en un accidente de auto. Aunque no muestra mucho respeto por Oliver de Tierra-1, ella se muestra preocupada por su padre de Tierra-1, incluso le permite escapar después de secuestrarlo con Cayden James. Tras asesinar a Vincent Sobel (Johann Urb), ocasiona que Dinah quiera matarla a toda costa. Laurel recibe un disparo de parte de Dinah tras un enfrentamiento, pero es salvada por Quentin, quien atiende su herida, la esconde en una casa en un bosque e intenta convencerla de ser buena como Laurel de Tierra-1. Luego de escapar de Dinah, Curtis y Rene, Laurel aparece en las afueras de Star City y le pide ayuda a un hombre, al cual le dice que ella es Laurel Lance. Ella le cuenta a la prensa que fue secuestrada por Damien Darhk y logró escapar. Laurel le dice a Oliver que intentará ser como Laurel de Tierra 1 con la condición de no ser presionada, al instante, revela estar trabajando para Ricardo Diaz (Kirk Acevedo). Cuando Oliver va a juicio al ser incriminado por ser Green Arrow, Laurel le comunica a la prensa que testificará si la citan. Quentin intenta convencerla de no culpar a Oliver y la alienta a luchar contra Díaz, pero ella se muestra temerosa y le revela que si no hace lo que él le pide la mataría. En el juicio, Laurel confiesa que Tommy Merlyn es Green Arrow. Quentin le pide a Laurel que abandone la ciudad antes de que Díaz la mate y ella le dice que debe encargarse de algo. Laurel se enfrenta a Díaz y mata a sus hombres, pero el hombre desactiva su grito sónico, la deja incapacitada y la toma como rehén para finalmente asesinar a Oliver. Ella es encerrada en una instalación secreta y Diaz la utiliza para amenazar a Quentin con matarla si no obedece sus órdenes. Quentin se entrega a Diaz sin hacer caso a sus instrucciones y es encerrado junto a Black Siren. Quentin se interpone ante una bala destinada a Laurel y la salva, pero es herido de gravedad. Oliver y los demás logran encontrar la instalación y atacan a Diaz y a su ejército, Dinah ayuda a Laurel a escapar y ambas utilizan sus gritos sónicos para enfrentarse a los hombres de Diaz y así llevar a Quentin al hospital. Cuando Oliver logra vencer a Diaz en la azotea del edificio, ella aparece para acabar con todo de una vez por todas, lanzandole un grito sónico a Diaz y provocando que el hombre caiga varios metros hacia el agua, aunque es regañada por Oliver. En el hospital, Laurel conoce a Sara Lance, la hermana de su contraparte de Tierra 1, y hablan sobre Quentin. Sara le pregunta a ella si es como "su" Laurel, a lo que ella le responde que no lo es. Ambas llegan a la escena en donde Oliver es arrestado por el FBI al revelar ser Green Arrow justo en el momento en el que la doctora les informa que Quentin no logró sobrevivir. Laurel y Sara se quedan llorando y lamentándose al lado del cuerpo de su padre.
En la séptima temporada, cinco meses después de la muerte de Quentin, Laurel es seleccionada como fiscal de distrito de Star City, haciéndose pasar por su contraparte de Tierra-1. Con Diaz prófugo, Dinah le pone guardaespaldas a Laurel para que esté segura, pero ella se deshace de ellos. Ambas investigan un refugio comprado por Diaz meses atrás y se encuentran con una miembro de los Longbow Hunters armada con un dispositivo que neutraliza los sonidos y logran derrotarla uniendo sus gritos sónicos. Más tarde, Laurel se acerca a la oficina de Dinah y le agradece por intentar protegerla, asegurándole que había olvidado como era tener a alguien que se preocupe por ella y que perder a Quentin fue lo peor que le había pasado en mucho tiempo, por lo que termina comprendiendo la actitud de Dinah tras haber perdido a Vincent. Laurel se disculpa por haberlo asesinado y le confiesa que ya no es la misma que era antes. Cuando Felicity captura a Silencer, ella busca ayuda de Laurel para poder sacarle información sobre el paradero de Diaz. Pese a los intentos de Laurel por hacer que Silencer hable, la mujer soporta sus torturas sin revelar nada. Felicity le pide a Laurel que sea más intensa con las torturas, aunque eso implicaría la muerte de Silencer, pero Laurel la convence de usar la cabeza e idear un plan. Las dos mujeres decidieron engañar a Silencer haciéndole creer que se distrajeron, dejándola escapar, mientras que en realidad le colocan un microchip de localización. Laurel le dice a Felicity que se prepare a ser despiadada para poder matar a Diaz. Días después, Laurel se une a Felicity y a Dinah y buscan archivos sobre Slabside y sus fallos. Ella visita a Oliver en prisión y es tratada de manera hostil por el hombre, quien le dice que nunca será igual a Laurel y que todo lo hace para su propia conveniencia. Laurel se presenta en tribunales, exigiendo la liberación de Oliver y el examen de Slabside, desafortunadamente su petición es denegada. En un intento de furia, ella intenta matar a la jueza pero es detenida por Dinah. Cuando Diaz es finalmente capturado, Laurel convence a Felicity de no asesinarlo e intercambiarlo por Oliver. Ella se vuelve amiga cercana de Felicity y es la primera persona en enterarse de su embarazo. Luego de enterarse de la muerte de Diaz, Ben Turner (Michael Jai White) le revela que el nuevo Green Arrow es el culpable. Laurel confronta a Emiko (Sea Shimooka) y la amenaza con contarle a Oliver, pero la mujer le asegura que nadie le creería a Black Siren, revelando saber su verdadera historia. Eventualmente Laurel decide contarle a Oliver la verdad sobre su hermana, pero el hombre no le cree. Emiko filtra fotos de Laurel con Diaz y es incriminada por la muerte de un teniente del grupo Los Halcones. Ella se une a una criminal y causa estragos en Star City. Felicity con la ayuda de Dinah y Sara Lance logra convencer a Laurel de ser buena. Laurel decide regresar a Tierra-2 para arreglar sus errores y Felicity le entrega el traje de Laurel de Tierra-1, alegando que Tierra-2 necesita una Black Canary y ambas se despiden. Un mes después, Laurel junto a Curtis regresan a Star City para ayudar al equipo Arrow en su lucha contra Emiko y el Noveno Círculo.
En la octava temporada, Laurel aparece en Tierra-2 como Black Canary, trabajando con Adrian Chase / The Hood de esta tierra. Reunidos con Oliver y Diggle que viajaron a Tierra-2 en busca de una estrella enana, ella y Adrian trabajan juntos para luchar contra Tommy Merlyn de Tierra-2, que planea destruir los Glades después de que Thea Queen muriera por una sobredosis de Vértigo. Una onda de anti-materia evapora Tierra-2 y a todos sus habitantes, con excepción de Laurel, quien logra escapar junto a Oliver y Diggle. Ellos son transportados a Hong Kong en Tierra-1, en donde Laurel le pide a Oliver el transportador interdimensional e intenta abrir un portal para regresar a su tierra pero no puede. Ella culpa a Oliver por lo sucedido y se marcha para buscar otra manera de regresar a su hogar. Laurel es ayudada por Lyla Michaels (Audrey Marie Anderson), quien fue enviada por Diggle para protegerla. Ambas buscan la ayuda de David Chin (Lou Ticzon), un experto en tecnología, para que repare el transportador, quien descubre que Tierra-2 ha desaparecido. Angustiada, Laurel es consolada por Lyla y luego salva a Tatsu Yamashiro (Rila Fukushima) de ser asesinada por China White (Kelly Hu). Ella acepta ayudar a Oliver en sus misiones para el Monitor (LaMonica Garrett). Laurel regresa a Star City, en dónde conoce a Mia Smoak (Katherine McNamara), William Clayton (Ben Lewis) y a Connor Hawke (Joseph David-Jones), llegados desde el futuro y luego ayuda al Equipo Arrow a enfrentar a la pandilla de Deathstrokes liderados por Grant Wilson (Jamie Andrew Cutler). También consuela a Mia tras su enojo con Oliver y le cuenta acerca de la venganza de Felicity con Diaz. Ella se entera de la Red de Canarios en el futuro y Dinah la incita a fundar la red antes de lo planeado. Luego de cenar con Dinah, el Monitor se le acerca a Laurel y le propone restaurar Tierra-2 a cambio de que ella traicione a Oliver. Ella se entera de que Lyla trabaja con el Monitor y esta le pide que consiga los planos de un arma de anti-materia antes que Oliver. Laurel viaja a Rusia junto a Oliver, Mia y William, en donde se reúnen con Anatoly. El grupo se infiltra en la Bratva y se las arreglan para conseguir los planos. Más tarde, Laurel se encuentra con Lyla y tras informarle que no traicionará a Oliver, ella le pide que le cuente al equipo acerca de su traición. Lyla se niega y al instante Diggle y Oliver aparecen, revelando que Laurel les contó toda la verdad. Lyla ataca a Oliver, Diggle y a Laurel y los deja inconscientes. Más tarde ella y Oliver despiertan en un bucle temporal, en donde Laurel logra despedirse de Quentin y Oliver acepta su muerte en la Crisis. Ambos vuelven a despertar en Lian Yu y se reencuentran con Diggle, Mia, William y Connor. Lyla les informa acerca de su última misión antes de la Crisis, luego de cumplir la misión, el equipo regresa a Star City justo antes de que la Crisis comience. Laurel al igual que todos los habitantes del multiverso mueren al ser evaporados por la anti-materia. Tras la muerte de Oliver en la Crisis, ella es llevada por Sara en la Waverider a Star City en 2040, en donde se suma a Dinah y a Mia para combatir el crimen.

#### Posible futuro
En un futuro posible, Laurel en 2040 comienza a trabajar junto a los Canarios. Dinah la envía para salvar a Mia Smoak con dos vigilantes Canarios sin nombre. Ella se presenta ante Mia como "una amiga de sus padres", afirmando que es muy similar a Felicity y que a pesar de que no es un Canario, definitivamente puede convertirse en una heroína. Antes de partir, le da a Mia el casco del soldado que la estaba atacando para que Felicity lo analice.

## Laurel Lance (Tierra X)
Dinah Laurel Lance apodada Siren-X, es una metahumana y una de los últimos agentes de las SS para el Nuevo Reich y la dopplegänger de la Tierra-X de Laurel Lance. De alguna manera, Laurel obtuvo el mismo poder que su contraparte de Tierra 2, Black Siren. A diferencia de Laurel de Tierra-2, posee una audición mejorada, ella es capaz de crear un efecto de ecolocalización con sus poderes.

### Historia
Laurel Lance nació dentro del Nuevo Reich. Con grandes poderes metahumanos, creció para convertirse en una asesina y un miembro valioso de New Reichsmen, una rama de élite de Schutzstaffel. Laurel estaba enamorada de Oliver Queen / Dark Arrow, el Führer, aunque aparentemente él no sentía lo mismo.
En noviembre de 2017, los visitantes de Tierra-1 y Tierra-38 se aliaron con los Freedom Fighters y terminaron con el liderazgo del Nuevo Reich, dejando que el gobierno gobernante de Tierra-X se derrumbara. Al no haber participado en la invasión de la Tierra-1 por razones desconocidas, Laurel sobrevivió, prometiendo vengar la muerte de su amor y la caída del Nuevo Reich.

#### The Flash
En la cuarta temporada, cuando Leo Snart persigue a Laurel en Tierra-X, menciona cómo había caído el Reich y que ella también podría darse por vencida. Sin embargo, Laurel logra emboscar a Leo y lo golpea con un grito sónico, negándose a rendirse. Cuando Laurel estaba a punto de matarlo, Leo es rescatado por Barry y Cisco. Ella los rastrea a través de la ecolocalización y usa sus poderes de grito sónico sobre ellos, pero los héroes logran escapar a través de una brecha a Tierra-1. Sin embargo, su grito mantiene el portal abierto, permitiendo a Laurel viajar a través de la brecha a la Tierra-1.
Mientras usa la ecolocalización para buscar a Leo, Laurel escucha que el Team Flash y Leo planean llevar a Neil Borman / Fallout (Ryan Alexander McDonald) a Keystone City, lejos de Clifford DeVoe (Neil Sandilands). Laurel ataca a DeVoe y al Team Flash. DeVoe escapa a su dimensión de bolsillo, mientras que Laurel toma el arma fría de Leo y captura a Joe West, Caitlin Snow y a Fallout.
Laurel lleva al trío al Departamento de Policía de Central City y obliga a Fallout a quitarse el casco, exponiendo sus poderes al mundo exterior y comenzando una reacción nuclear dentro de su cuerpo. Joe señala que esto no traería de vuelta al Nuevo Reich, pero a Laurel no le importa y declara que destruir el CCPD al menos los haría más parejos. Laurel empieza a gritarle a Fallout para acelerar la reacción nuclear. Joe trata de detenerla pero ella lo tira a un lado. Entonces Flash y Leo intentan acercarse sigilosamente a ella, pero la ecolocación de Laurel le permite oírlos venir y ella los derrota. Laurel luego usa su grito para hacer retroceder a Caitlin y Leo mientras trataban de suprimir la radiación nuclear. Mientras seguía gritandole a Fallout, Flash se levanta y usa su velocidad para golpear a Laurel, dejándola inconsciente.
Luego, presumiblemente, Laurel es llevada de vuelta a Tierra-X y encarcelada por los Freedom Fighters por sus crímenes.
En la Crisis de 2019, una ola de anti-materia destruye Tierra-X, por lo que el destino de Laurel es incierto.

## Recepción
La actriz Katie Cassidy formó parte del elenco principal de la primera a la cuarta temporada de Arrow interpretando a Laurel Lance de Tierra 1, y después regresó como invitada especial a la quinta temporada. Cassidy fue promovida nuevamente al elenco principal en la sexta temporada de Arrow, interpretando a la versión de Tierra 2, Black Siren.